# モルヒネ-6-デヒドロゲナーゼ
モルヒネ-6-デヒドロゲナーゼ（morphine 6-dehydrogenase）は、次の化学反応を触媒する酸化還元酵素である。
モルヒネ + NAD(P)+ {\displaystyle \rightleftharpoons } モルヒノン + NAD(P)H + H+
反応式の通り、この酵素の基質はモルヒネとNAD(P)+、生成物はモルヒノンとNAD(P)HとH+である。
組織名はmorphine:NAD(P)+ 6-oxidoreductaseで、別名に
- naloxone reductase
- reductase, naloxone

がある。